# Rottengraffty
Rotten Graffty (ロットングラフティー) es una banda de rock japonesa surgida en Kyoto en 1999.

## Miembros
- Nobuya - voz
- Naoki - voz
- Kazuomi - Guitarra
- Yûichi - Bajo
- Hiroshi - Batería

## Discografía

### Miniálbum
- RADICAL PEACE×RADICAL GENOCIDE - 2001
- GRIND VIBES - 2002
- SYNCHRONICITIZM - 2003

### EP
- Life Is Beautiful - 2015
- Goodbye To Romance - 2021

### Álbum
- CL∀SSICK - 2004
- えきさぴこ (EKISAPIKO) - 2005
- This World - 2010
- FAMILIARIZE - 2011
- Walk - 2013
- PLAY - 2018
- HELLO - 2022

### DVD
- TOUR2010 This World　～KYOTO MUSE 2DAYS～」 - 2010
- SILVER&GOLD - 2012

### Singles
- 暴イズDEAD - 2001
- 悪巧み～Merry Christmas Mr.Lawrence - 2003
- e for 20/ケミカル犬 - 2004
- CHAOS in terminal - 2005
- palm - 2006
- form - 2006
- マンダーラ - 2006
- まいどおおきに - 2008
- D.A.N.C.E - 2012
- So... Start - 2016
- 70cm Shihou no Madobe - 2017
- ハレルヤ - 2019
- Towa to Kage - 2020
- Goodbye To Romance - 2021

### Recopilatorios
- Silver - 2011
- Gold - 2011
- You Are ROTTENGRAFFTY - 2020